# Здравковец
Здрàвковец е село в Северна България, община Габрово, област Габрово.

## География
Село Здравковец се намира на около 11 km север-северозападно от центъра на град Габрово и 13 km югоизточно от Севлиево. Разположено е в западната част на платото Стражата. Надморската височина в центъра в близост до църквата е около 633 m, нараства на юг до около 660 m и на изток до около 650 m, а по долчината на север намалява до около 590 m. Общинският път за селото е западно отклонение от третокласния републикански път III-4403, минаващо покрай село Живко и през село Влайчовци до Здравковец.
Населението на село Здравковец, наброявало 864 души при преброяването към 1934 г., намалява до 110 към 1985 г. и до 37 души (по текущата демографска статистика за населението) – към 2019 г.

## История
В османските регистри за първи път се споменава като мюсюлманско поселище през ХV и ХVІ век под името Каяджилер, по-късно се среща и под името Каябаш.
Някои находки доказват заселването на местността още през периода на късния неолит – 5 хил. пр.н.е. В местността Витата стена (на 3,5 – 4 km западно от Здравковец), при археологически разкопки на Ат. Милчев и К. Койчева през 1962 – 1965 г., е открито многослойно селище (площ от 50 дка). На около 3 km западно от селото също така се намира пещера, която не е проучвана, но отделни находки показват, че е била заселена през новокаменната и Каменно-медната епохи. Същата е обявена за паметник на културата с национално значение в Държавен вестник, брой 74 от 1967 г.
През 5 – 4 век пр.н.е. селището е укрепено от тракийското население с крепостна стена. През епохата на Великото преселение на народите, в периода 3 – 6 век тук е изградена крепост за защита от варварските нашествия. След образуването на българската държава възниква старобългарско селище, което продължава да съществува до османското завладяване през 14 век. Докато от по-ранните епохи е проучена само крепостната система, от средновековния период е изследван и малък некропол, развит около еднокорабна църква, а също така и жилищни постройки. Обектът е обявен за паметник на културата с местно значение в Държавен вестник, бр.74 от 1967 г.
Във фондовете на Държавния архив Габрово се съхраняват от съответни периоди документи на/за:
- Списък на фондове от масив „K“:

– Народно начално училище „Кирил и Методий“ – с. Кая баш (с. Здравковец), Габровско; фонд 446K; 1923 – 1960;
– Кредитна кооперация „Крепост“ – с. Кая баш (с. Здравковец), Габровско; фонд 507K; 1928 – 1952;
– Местна земеделско-стопанска задруга – с. Здравковец, Габровско; фонд 645K; 1936 – 1949;
- Списък на фондове от масив „С“:

– Селкооп „Крепост“ – с. Здравковец, Габровско; фонд 165; 1944 – 1956; Промени в наименованието на фондообразувателя:
> Кредитна кооперация „Крепост“ – с. Здравковец, Габровско (1944 – 1948);
> Всестранна кооперация „Крепост“ – с. Здравковец, Габровско (1948 – 1952);
> Селкооп „Крепост“ – с. Здравковец, Габровско (1952 – 1956);
– Трудово кооперативно земеделско стопанство (ТКЗС) „Колективен труд“– с. Здравковец, Габровско; фонд 467; 1957 – 1959;
– Народно първоначално училище „Кирил и Методий“ – с. Здравковец, Габровско; фонд 898; 1951 – 1964;
– Народно читалище „Христо Ботев“ – с. Здравковец, Габровско; фонд 1039; 1957 – 1971;
– Кметство – с. Здравковец, Габровско; фонд 1602; 1979 – 1998.

## Население
Преброяване на населението през 2011 г.
Численост и дял на етническите групи според преброяването на населението през 2011 г.:
|                     | Численост | Дял (в %) |
| Общо                | 57        | 100,00    |
| Българи             | 55        | 96,49     |
| Турци               | 0         | 0,00      |
| Цигани              | 0         | 0,00      |
| Други               | 0         | 0,00      |
| Не се самоопределят | 0         | 0,0       |
| Неотговорили        | 2         | 3,50      |

## Обществени институции
В село Здравковец към 2020 г. има действаща само на големи религиозни празници църква „Свети Архангел Михаил“.

## Културни и природни забележителности
- Църква „Св. Архангел Михаил" – построена е през 1844 г. и осветена през 1847 г. от гръцкия владика. Изгаря в пламъци при голям пожар през 1911 г. Две години по-късно започва да се строи отново, като е завършена през 1925 г. През 2009 г. се навършват 70 години от повторното ѝ освещаване през 1939 г. До 2011 г. църквата е в окаяно състояние. Това се променя, когато е инициирана кампания за набиране на средства за цялостна реконструкция на храма. В инициативата се включват повече от 200 души, фирми и граждански сдружения – с пари, строителни материали и физически труд на място. През 2011 г. Дирекция „Вероизповедания“ към Министерския съвет одобрява проект за ремонт на църквата „Св. Архангел Михаил“ и отпуска 5000 лв. за извършването му.

- Езеро Биляковец (Беляковец), на около километър западно от селото – природна забележителност.[6][7]